# Liste des titres musicaux numéro un au Royaume-Uni en 1966
Cette page liste les titres classés no 1 des ventes de disques au Royaume-Uni pour l'année 1966 selon The Official Charts Company.
Les classements hebdomadaires sont issus des UK Singles Chart et UK Albums Chart.

## Classement des singles
| №  | Date          | Artiste                          | Titre                                    | Référence |
| -- | ------------- | -------------------------------- | ---------------------------------------- | --------- |
| 1  | 6 janvier     | The Beatles                      | Day Tripper / We Can Work It Out         |           |
| 2  | 13 janvier    | The Beatles                      | Day Tripper / We Can Work It Out         |           |
| 3  | 20 janvier    | The Spencer Davis Group          | Keep On Running                          |           |
| 4  | 27 janvier    | The Overlanders (en)             | Michelle                                 |           |
| 5  | 3 février     | The Overlanders (en)             | Michelle                                 |           |
| 6  | 10 février    | The Overlanders (en)             | Michelle                                 |           |
| 7  | 17 février    | Nancy Sinatra                    | These Boots Are Made For Walkin'         |           |
| 8  | 24 février    | Nancy Sinatra                    | These Boots Are Made For Walkin'         |           |
| 9  | 3 mars        | Nancy Sinatra                    | These Boots Are Made For Walkin'         |           |
| 10 | 10 mars       | Nancy Sinatra                    | These Boots Are Made For Walkin'         |           |
| 11 | 17 mars       | The Walker Brothers              | The Sun Ain't Gonna Shine (Anymore) (en) |           |
| 12 | 24 mars       | The Walker Brothers              | The Sun Ain't Gonna Shine (Anymore) (en) |           |
| 13 | 31 mars       | The Walker Brothers              | The Sun Ain't Gonna Shine (Anymore) (en) |           |
| 14 | 7 avril       | The Walker Brothers              | The Sun Ain't Gonna Shine (Anymore) (en) |           |
| 15 | 14 avril      | The Spencer Davis Group          | Sombody Help Me                          |           |
| 16 | 21 avril      | The Spencer Davis Group          | Sombody Help Me                          |           |
| 17 | 28 avril      | Dusty Springfield                | You Don't Have to Say You Love Me        |           |
| 18 | 5 mai         | Manfred Mann                     | Pretty Flamingo                          |           |
| 19 | 12 mai        | Manfred Mann                     | Pretty Flamingo                          |           |
| 20 | 19 mai        | Manfred Mann                     | Pretty Flamingo                          |           |
| 21 | 26 mai        | The Rolling Stones               | Paint It, Black                          |           |
| 22 | 2 juin        | Frank Sinatra                    | Strangers in the Night                   |           |
| 23 | 9 juin        | Frank Sinatra                    | Strangers in the Night                   |           |
| 24 | 16 juin       | Frank Sinatra                    | Strangers in the Night                   |           |
| 25 | 23 juin       | The Beatles                      | Paperback Writer                         |           |
| 26 | 30 juin       | The Beatles                      | Paperback Writer                         |           |
| 27 | 7 juillet     | The Kinks                        | Sunny Afternoon                          |           |
| 28 | 14 juillet    | The Kinks                        | Sunny Afternoon                          |           |
| 29 | 21 juillet    | Georgie Fame and the Blue Flames | Getaway                                  |           |
| 30 | 28 juillet    | Chris Farlowe                    | Out of Time                              |           |
| 31 | 4 août        | The Troggs                       | With a Girl Like You (en)                |           |
| 32 | 10 août       | The Troggs                       | With a Girl Like You (en)                |           |
| 33 | 18 août       | The Beatles                      | Yellow Submarine / Eleanor Rigby         |           |
| 34 | 25 août       | The Beatles                      | Yellow Submarine / Eleanor Rigby         |           |
| 35 | 1er septembre | The Beatles                      | Yellow Submarine / Eleanor Rigby         |           |
| 36 | 8 septembre   | The Beatles                      | Yellow Submarine / Eleanor Rigby         |           |
| 37 | 15 septembre  | Small Faces                      | All or Nothing                           |           |
| 38 | 22 septembre  | Jim Reeves                       | Distant Drums                            |           |
| 39 | 29 septembre  | Jim Reeves                       | Distant Drums                            |           |
| 40 | 6 octobre     | Jim Reeves                       | Distant Drums                            |           |
| 41 | 13 octobre    | Jim Reeves                       | Distant Drums                            |           |
| 42 | 20 octobre    | Jim Reeves                       | Distant Drums                            |           |
| 43 | 27 octobre    | The Four Tops                    | Reach Out I'll Be There                  |           |
| 44 | 3 novembre    | The Four Tops                    | Reach Out I'll Be There                  |           |
| 45 | 10 novembre   | The Four Tops                    | Reach Out I'll Be There                  |           |
| 46 | 17 novembre   | The Beach Boys                   | Good Vibrations                          |           |
| 47 | 24 novembre   | The Beach Boys                   | Good Vibrations                          |           |
| 48 | 1er décembre  | Tom Jones                        | Green, Green Grass of Home               |           |
| 49 | 8 décembre    | Tom Jones                        | Green, Green Grass of Home               |           |
| 50 | 15 décembre   | Tom Jones                        | Green, Green Grass of Home               |           |
| 51 | 22 décembre   | Tom Jones                        | Green, Green Grass of Home               |           |
| 52 | 29 décembre   | Tom Jones                        | Green, Green Grass of Home               |           |

## Classement des albums
| №  | Date         | Artiste            | Titre                                                              | Référence |
| -- | ------------ | ------------------ | ------------------------------------------------------------------ | --------- |
| 1  | 2 janvier    | The Beatles        | Rubber Soul                                                        |           |
| 2  | 9 janvier    | The Beatles        | Rubber Soul                                                        |           |
| 3  | 16 janvier   | The Beatles        | Rubber Soul                                                        |           |
| 4  | 23 janvier   | The Beatles        | Rubber Soul                                                        |           |
| 5  | 30 janvier   | The Beatles        | Rubber Soul                                                        |           |
| 6  | 6 février    | The Beatles        | Rubber Soul                                                        |           |
| 7  | 13 février   | Divers artistes    | Bande originale du film La Mélodie du bonheur (The Sound of Music) |           |
| 8  | 20 février   | Divers artistes    | Bande originale du film La Mélodie du bonheur (The Sound of Music) |           |
| 9  | 27 février   | Divers artistes    | Bande originale du film La Mélodie du bonheur (The Sound of Music) |           |
| 10 | 6 mars       | Divers artistes    | Bande originale du film La Mélodie du bonheur (The Sound of Music) |           |
| 11 | 13 mars      | Divers artistes    | Bande originale du film La Mélodie du bonheur (The Sound of Music) |           |
| 12 | 20 mars      | Divers artistes    | Bande originale du film La Mélodie du bonheur (The Sound of Music) |           |
| 13 | 27 mars      | Divers artistes    | Bande originale du film La Mélodie du bonheur (The Sound of Music) |           |
| 14 | 3 avril      | Divers artistes    | Bande originale du film La Mélodie du bonheur (The Sound of Music) |           |
| 15 | 10 avril     | Divers artistes    | Bande originale du film La Mélodie du bonheur (The Sound of Music) |           |
| 16 | 17 avril     | Divers artistes    | Bande originale du film La Mélodie du bonheur (The Sound of Music) |           |
| 17 | 24 avril     | The Rolling Stones | Aftermath                                                          |           |
| 18 | 1er mai      | The Rolling Stones | Aftermath                                                          |           |
| 19 | 8 mai        | The Rolling Stones | Aftermath                                                          |           |
| 20 | 15 mai       | The Rolling Stones | Aftermath                                                          |           |
| 21 | 22 mai       | The Rolling Stones | Aftermath                                                          |           |
| 22 | 29 mai       | The Rolling Stones | Aftermath                                                          |           |
| 23 | 5 juin       | The Rolling Stones | Aftermath                                                          |           |
| 24 | 12 juin      | The Rolling Stones | Aftermath                                                          |           |
| 25 | 19 juin      | Divers artistes    | Bande originale du film La Mélodie du bonheur                      |           |
| 26 | 26 juin      | Divers artistes    | Bande originale du film La Mélodie du bonheur                      |           |
| 27 | 3 juillet    | Divers artistes    | Bande originale du film La Mélodie du bonheur                      |           |
| 28 | 10 juillet   | Divers artistes    | Bande originale du film La Mélodie du bonheur                      |           |
| 29 | 17 juillet   | Divers artistes    | Bande originale du film La Mélodie du bonheur                      |           |
| 30 | 24 juillet   | Divers artistes    | Bande originale du film La Mélodie du bonheur                      |           |
| 31 | 31 juillet   | Divers artistes    | Bande originale du film La Mélodie du bonheur                      |           |
| 32 | 7 août       | The Beatles        | Revolver                                                           |           |
| 33 | 14 août      | The Beatles        | Revolver                                                           |           |
| 34 | 21 août      | The Beatles        | Revolver                                                           |           |
| 35 | 28 août      | The Beatles        | Revolver                                                           |           |
| 36 | 4 septembre  | The Beatles        | Revolver                                                           |           |
| 37 | 11 septembre | The Beatles        | Revolver                                                           |           |
| 38 | 18 septembre | The Beatles        | Revolver                                                           |           |
| 39 | 25 septembre | Divers artistes    | Bande originale du film La Mélodie du bonheur                      |           |
| 40 | 2 octobre    | Divers artistes    | Bande originale du film La Mélodie du bonheur                      |           |
| 41 | 9 octobre    | Divers artistes    | Bande originale du film La Mélodie du bonheur                      |           |
| 42 | 16 octobre   | Divers artistes    | Bande originale du film La Mélodie du bonheur                      |           |
| 43 | 23 octobre   | Divers artistes    | Bande originale du film La Mélodie du bonheur                      |           |
| 44 | 30 octobre   | Divers artistes    | Bande originale du film La Mélodie du bonheur                      |           |
| 45 | 6 novembre   | Divers artistes    | Bande originale du film La Mélodie du bonheur                      |           |
| 46 | 13 novembre  | Divers artistes    | Bande originale du film La Mélodie du bonheur                      |           |
| 47 | 20 novembre  | Divers artistes    | Bande originale du film La Mélodie du bonheur                      |           |
| 48 | 27 novembre  | Divers artistes    | Bande originale du film La Mélodie du bonheur                      |           |
| 49 | 4 décembre   | Divers artistes    | Bande originale du film La Mélodie du bonheur                      |           |
| 50 | 11 décembre  | Divers artistes    | Bande originale du film La Mélodie du bonheur                      |           |
| 51 | 18 décembre  | Divers artistes    | Bande originale du film La Mélodie du bonheur                      |           |
| 52 | 25 décembre  | Divers artistes    | Bande originale du film La Mélodie du bonheur                      |           |

## Meilleures ventes de l'année
| Singles | Albums |
| --- | --- |
| 1. Jim Reeves – Distant Drums 2. Frank Sinatra - Strangers in the Night 3. The Beatles – Yellow Submarine / Eleanor Rigby 4. The Beatles - Paperback Writer 5. The Rolling Stones - 19th Nervous Breakdown 6. Nancy Sinatra - These Boots Are Made For Walkin' 7. Tom Jones - Green Green Grass of Home 8. The Four Tops - Reach Out I'll Be There 9. The Walker Brothers - The Sun Ain't Gonna Shine (Anymore) 10. The Beach Boys - Good Vibrations | 1. Divers artistes - Bande originale du film La Mélodie du bonheur (The Sound of Music) 2. The Beatles - Revolver 3. The Beatles - Rubber Soul 4. The Rolling Stones - Aftermath 5. The Beach Boys - Pet Sounds 6. The Walker Brothers - Portrait 7. The Walker Brothers - Take It Easy with the Walker Brothers 8. Divers artistes - Bande originale du film Mary Poppins 9. Herb Alpert & Tijuana Brass - Going Places 10. Small Faces - Small Faces |